# Mesocoelus acrocercopis
Mesocoelus acrocercopis är en stekelart som beskrevs av Muesebeck 1932. Mesocoelus acrocercopis ingår i släktet Mesocoelus och familjen bracksteklar. Inga underarter finns listade i Catalogue of Life.